# Bartolomeo Gradenigo
Bartolomeo Gradenigo (Venezia, tra gennaio e febbraio 1263 – Venezia, 28 dicembre 1342) fu il 53º doge della Repubblica di Venezia dal 7 novembre 1339 fino alla sua morte.
La brevità del suo dogato non gli permise d'incidere nell'amministrazione o nella politica della città ma, in compenso, si distinse per l'uso continuo della sua influenza per arricchire sé e la sua famiglia, tanto da esser soprannominato “il doge faccendiere”.

## Biografia
Nato da famiglia di antica nobiltà, sin da giovane il Gradenigo si dedicò alla politica e, soprattutto, al commercio, facendo lucrosi affari in Oriente.
Si sposò ben tre volte (secondo altre fonti solo due) ed ebbe sei figli, tutti dediti come lui al commercio.
Pur ricoprendo cariche importanti quali rettorati o podesterie in terraferma ed in Dalmazia si caratterizzò sempre per il suo smodato amore per le ricchezze, difetto che trasmise a tutti i membri della famiglia, tanto che, poco prima della sua morte, i consiglieri dogali addirittura proibirono ai dogi di abusare in quel modo della loro carica.

### Dogato

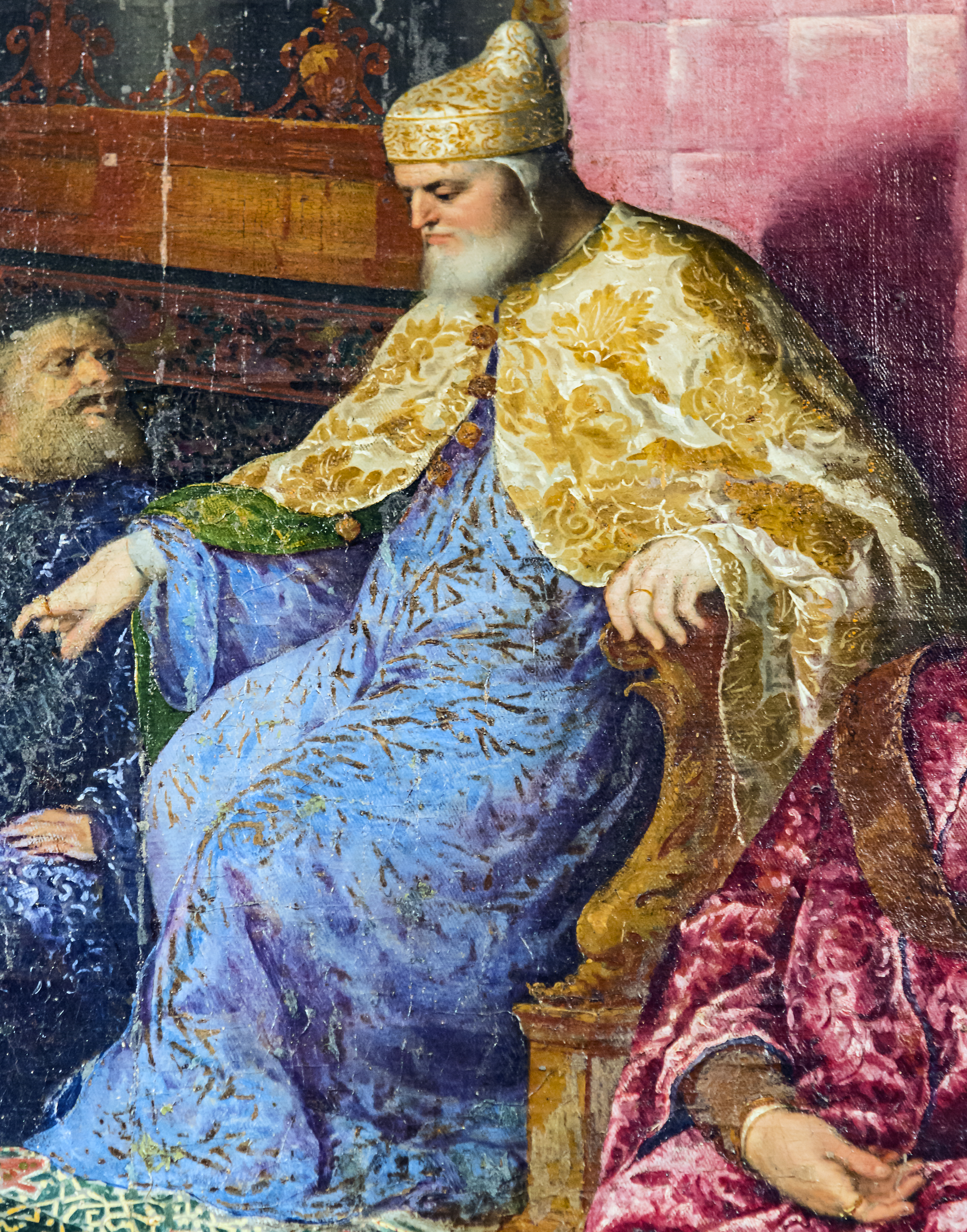
Bartolomeo Gradenigo ritratto da Paris Bordone

Ricco e vecchio, molto probabilmente alla fine si decise a spendere parte del patrimonio familiare per attirarsi abbastanza simpatie e riuscire eletto il 7 novembre 1339 con trentun voti a favore su quarantuno disponibili.

I tre anni di dogato passarono abbastanza tranquilli ed in politica estera non si segnalano guerre ma, anzi, un progressivo riavvicinamento diplomatico con Genova.
Aspetto curioso di questo periodo è la grossa tempesta che colpì la città il 15 febbraio 1340 e che, secondo la leggenda popolare che costella la vita storica della città di Venezia, fu placata solo dall'intervento congiunto di San Marco, San Giorgio e San Nicolò che, fattisi portare in laguna da un povero pescatore, placarono le onde e scacciarono le presenze malefiche che l'avevano scatenata.
Il pescatore, di ritorno a Venezia, ebbe dai tre santi un anello (da allora detto Anello del pescatore, da non confondersi con l'omonimo sigillo papale) che prontamente consegnò al doge.
Un'ultima curiosità riguardante il suo dogato è quella della presenza, secondo calcoli del governo veneziano dell'epoca, di oltre 11.000 prostitute in una città che contava poco meno di 150.000 abitanti; segno, per molti, di una decadenza morale spesso deprecata dai cronisti contemporanei.
Il Gradenigo morì il 28 dicembre 1342 e secondo i racconti fu seppellito con una pompa degna d'un uomo così ricco.